# De Letters van Utrecht

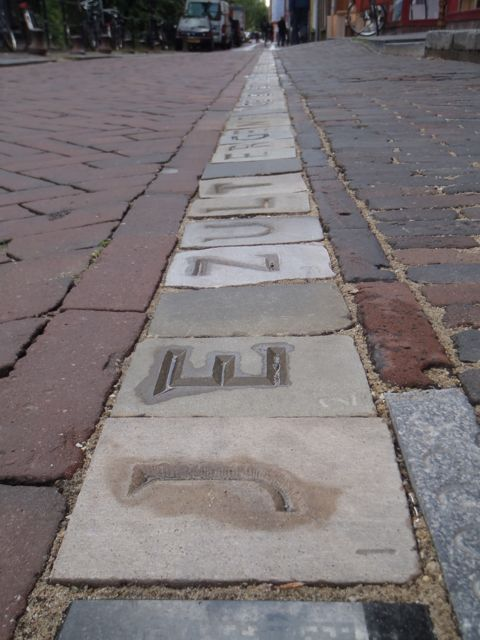
Begin van De Letters van Utrecht voor Oudegracht 279.

De Letters van Utrecht vormen een eindeloos gedicht in de stenen van de straten in het centrum van Utrecht. Iedere zaterdag om 13.00 uur wordt uit de volgende steen de volgende letter gehouwen. Zolang er zaterdagen zijn.
Het project werd op 2 juni 2012 geopend door de burgemeester van Utrecht, Aleid Wolfsen. De eerste letter die bij de opening gemaakt werd, draagt het nummer 649, omdat de stadswerken eerder 648 letters van een gedicht legden, dat geschreven werd door Ruben van Gogh, Ingmar Heytze, Chrétien Breukers, Alexis de Roode en Ellen Deckwitz. Sindsdien hakken steenhouwers van gilde 'Lettertijd' iedere zaterdag van 13 tot 14 uur een letter of teken in de volgende steen. Mark Boog, Baban Kirkuki en Vicky Francken zetten het gedicht voort, in 2022 en om de zoveel jaar daarna zal het Utrechts Stadsdichtersgilde een nieuwe dichter aanwijzen om het gedicht verder te schrijven. Het lettertype werd voor dit doel ontworpen door Hanneke Verheijke van Avant la Lettre.
De drijvende kracht achter het project is Stichting Letters van Utrecht, die hiermee op de verantwoordelijkheid die we hebben voor toekomstige generaties hoopt te wijzen en ook nog geld voor goede doelen hoopt in te zamelen. De voortzetting van De Letters van Utrecht is afhankelijk van de bereidheid van burgers om een nieuwe letter te sponsoren in ruil voor de inscriptie van een naam of opdracht in de zijkant van de steen en op internet. Zolang er gemiddeld 52 sponsoren per jaar het project steunen kan het doorgaan.

## Opgedragen letters
Diverse stenen zijn opgedragen aan of gesponsord door bekenden zoals nummer 654 die is opgedragen aan Gerrit Komrij, of nummer 649 van de voormalig Utrechtse burgemeester Aleid Wolfsen. De commentaren van sponsoren voegen vaak nieuwe aspecten toe en de achtergronden zijn soms beschreven of opgetekend, zoals het verhaal achter letter 551.